# 일본어
일본어(일본어: 日本語 니혼고(にほんご), 닛폰고(にっぽんご)[*]), 듣기 (도움말·정보)는 주로 동아시아 국가인 일본에서 사용하는 언어이다. 약칭으로 일어(日語)라고도 한다. 문자는 히라가나 가나와 한자(일본어: 漢字 칸지[*])를 사용한다. 일본에서는 사실상 법적 공용어이며, 일본에서 태어나고 교육받은 대부분의 사람은 일본어를 모어로 한다. 일본어의 문법 체계나 음운 체계를 반영한 수화로는 일본어대응수화가 있다.
사용 인구에 대해서는 정확한 통계가 없지만 일본 국내의 인구 및 일본 국외에 거주하는 일본인과 일본계 외국인, 그리고 일본에서는 약 1억 3천만 명 이상이 이 언어를 사용하고 있다고 추정된다. 통계에 따라 수치는 다소 차이가 있을 수 있으나, 이 수치가 맞다면 일본어는 모어 화자 수순 언어 목록에서 상위 10위 이내에 드는 언어다.
에스놀로그에 따르면, 언어별 사용자 수에서 일본어는 아홉 번째로 사용자 수가 많다.

## 특징
일본어의 음운은〈っ〉와〈ん〉을 제외하고 모음으로 끝나는 개음절 언어의 성격이 강하고, 또한 표준어를 포함해 많은 방언이 모라를 가지고 있다. 악센트는 고저 악센트를 띤다.
이와 더불어 본래의 옛 일본어인 야마토 고토바(大和言葉)에서는 원칙적으로
- 〈ら행〉음이 어두에 오지 않는다(두음법칙).(일본의 끝말잇기 놀이인 시리토리 놀이에서〈ら행〉으로 시작되는 말을 찾기 어려운 것은 이 때문이다.〈楽〉(낙),〈らっぱ〉(나팔),〈りんご〉(사과) 등은 야마토 고토바가 아니다.)
- 탁음이 어두에 오지 않는다.(〈抱く〉(안다),〈どれ〉(어느 것),〈場〉(장소),〈薔薇〉(장미) 등은 어두에 다른 음이 있었으나 후세에 바뀐 것이다.）
- 동일 어근 내에 모음이 연속되어 오지 않는다.(〈青〉(푸름),〈貝〉(조개)는 옛날에는〈あを IPA: [awo]〉,〈かひ IPA: [kaçi]〉라고 쓰였다.)

등의 특징이 있었다.
문장은 주어 - 수식어 - 술어의 어순으로 구성된다. 수식어는 피수식어의 앞에 위치한다. 또한 명사의 격을 나타내기 위해서는 어순이나 어미를 바꾸는 것이 아닌 문법적인 기능을 나타내는 기능어(조사)를 뒤에 덧붙인다. 이러한 구성에 따라 언어유형론상에서 어순적으로는 SOV형의 언어로, 형태적으로는 교착어로 분류된다.
어휘는 옛날의 야마토 고토바 이외에 근대 이후에 들어서는 서양어를 중심으로 하는 외래어가 증가하고 있다.
대우 표현으로는 문법적, 어휘적으로 발달한 경어 체계가 있으며, 서술되는 인물 간의 미묘한 관계 차이를 나타낸다.
일본어는 지방별로 다양한 방언이 있으며, 특히 류큐 제도의 방언은 다른 방언들과 차이가 두드러진다. 근세 중기까지는 교토 방언이 중앙어의 지위에 있었지만 근세 후기에는 에도 방언의 지위가 높아졌으며, 메이지 시대 이후의 현대 일본어에서는 도쿄의 야마노테에 거주하는 중산층 이상의 사람들이 사용하는 방언(야마노테코토바)을 기반으로 표준어(공통어)가 형성되었다.(〈표준어#일본〉문서 참조)
표기 체계는 그 밖의 여러 언어들에 비해 복잡하다. 한자(국자를 포함한다. 음독 및 훈독으로 읽는데 쓰인다.)와 히라가나, 가타카나가 일본어에 쓰이는 주요 문자이며, 항상 이 세 종류의 문자를 짝지어 표기한다. 그 밖에 로마자나 그리스 문자(의학・과학 용어에 주로 이용) 등도 자주 쓰인다. 또한 가로쓰기와 세로쓰기 병용된다.(표기 체계의 상세한 내용에 대해서는〈일본어의 표기 체계〉문서 참조）
음운은 〈자음＋모음〉 음절을 기본으로 하며, 모음은 다섯 종류밖에 없는 등 알기 쉬운 구조로 이루어진 한편, 직음(直音)과 요음(拗音)의 대립, 〈1음절 2모라〉의 존재, 무성화모음, 말의 구조에 따라 높낮이가 바뀌는 고저 악센트 등의 특징이 있다.

## 사용 지역
일본어는 주로 일본에서 쓰인다. 일본어 사용 인구에 대한 조사는 일본국 국내외를 불문하고 아직 이루어지지 않았지만, 일본국의 인구수가 곧 화자 인구수라고 여겨지는 것이 일반적이다.
일본어를 직접적으로 일본의 공용어 내지 국어로 정하는 법적 규정은 없다. 하지만 애초부터 법령은 일본어로 기록되어 있고 재판소법에서는 “재판소에서는 일본어를 사용한다.”(동법 74조)라고 규정되어 있으며, 문자·활자문화진흥법에서는 “국어”와 “일본어”를 동일시한다(동법 3조, 9조). 그 밖의 많은 법령에서도 일본어가 유일한 공용어 및 국어임이 당연한 전제로 깔려 있다. 또한 법문뿐만이 아닌 공용문은 모두 일본어만 쓰이며, 일본국의 학교 교육에서는 일본어가 “국어” 과목으로서 교육되고 있다.
일본에서는 TV나 라디오, 영화 등의 방송, 소설이나 만화, 신문 등의 출판 분야에서도 거의 대부분 일본어가 쓰이고 있다. 일본국 외의 드라마나 영화가 방송되는 경우에도 기본적으로 일본어로 번역되어 자막이 달리거나 음성이 일본어로 더빙되어 방송되는 등 시청자 및 청취자가 일본어만은 당연히 이해하고 있다는 전제하에 이러한 자막이나 더빙이 달려 방송된다. 외국어 그대로 방송되거나 출판되는 경우도 있지만, 이러한 것들은 해외로 발표되는 것을 전제로 하는 논문이나 혹은 일본국에 거주하는 외국인 또는 외국어 학습자 등 한정된 사람을 대상으로 하며, 절대다수의 일본인을 대상으로 한 것이 아니다.
일본 외에서는 주로 라틴아메리카(브라질, 페루, 볼리비아, 도미니카 공화국, 파라과이 등)나 하와이 등의 일본인 이민자 사이에서 일본어를 사용하는 경우가 관찰되지만, 일본계 사람의 3세, 4세로 세대가 내려갈수록 비일본어 화자가 늘어가고 있는 것이 실정이다. 또한 제2차 세계 대전의 일본 패전 이전에 일본의 식민지하에 있었던 한반도, 대만, 구 만주국 영토, 사할린섬, 남양 제도(현재의 괌, 북마리아나 제도, 팔라우, 마셜 제도, 미크로네시아 연방) 등의 지역에서 일제 당시 일본어 교육을 받았던 사람들 중 현재에도 일본어를 기억하고 이야기할 수 있는 사람이 있다는 조사도 있다. 대만에서는 대만 원주민이 다른 부족과 대화할 때 일본어가 종종 쓰이는 경우가 있다고 한다. 팔라우의 앙가우르주에서는 일본어를 공용어의 하나로 채용하고 있지만 현재 앙가우르주 내에는 일본어를 일상 회화에 쓰는 주민은 존재하지 않아 실질적인 주 공용어의 역할을 하고 있지 않으며, 일본국과의 우호를 나타내는 상징적인 요소로만 남아 있다.
일본국 외의 일본어 학습자는 대한민국에 약 53만 명, 중화인민공화국에 약 83만 명, 인도네시아에 약 72만 명을 비롯해 365만 명에 이르며, 동아시아, 동남아시아의 학습자 수가 전체 학습자의 80퍼센트를 차지하고 있다. 일본어 교육이 행해지는 지역은 125개국과 8지역에 이르고 있다. 또한 일본국 국내의 일본어 학습자는 아시아 지역의 학습자 약 14만 명을 중심으로 약 17만 명에 이른다.

## 계통
일본어를 포함하는 일본어족의 계통은 분명하지 않다. 계통에 관한 몇 가지 이론과 가설이 있으나 아직까지 구체적으로 의견이 모이지 않고 있다.
알타이어족에 속한다는 설은 메이지 시대 말부터 특히 주목받았다. 이러한 설의 근거로는 고대 일본어(야마토 고토바)의 어두에 r음(유음)이 오지 않는 점, 일종의 모음조화 가 보이는 점 등이 있다. 또한 근대까지 한자를 쓰던 한국어보단 히라가나를 쓰던 일본어에 알타이어와의 공통 조어(祖語)가 많이 남아있다.
| Türkçe                 | Japonca                                        |
| ---------------------- | ---------------------------------------------- |
| Kyotonun               | Kyotono (京都の)                               |
| Ankara'ya gitti        | Ankara e itta (アンカラへいった)               |
| imiş                   | imas (います)                                  |
| kara                   | kuroi (暗い)                                   |
| alaca                  | akasa (赤さ)                                   |
| içi                    | uçi (内)                                       |
| kırar                  | kireru (きれる)                                |
| sonra da               | sore de (それで)                               |
| ada                    | ada (島)                                       |
| yukarı                 | agaru (上がる)                                 |
| giy                    | gi (着)                                        |
| gelip yapıp açıp gitti | kite yatte akete itta (きてやってあけていった) |
| taksi-de               | takuşi-de (タクシで)                           |
| ne-dir?                | nan desu ka? (何ですか？)                      |
| yemez                  | tabenai (食べない)                             |
| su                     | mizu (水)                                      |
| iyi                    | ii (良い)                                      |
| kulumak                | kuruu (くるう)                                 |
| kuluduk                | kurutta (くるった)                             |
| tomdaş                 | tomodachi (ともだち)                           |

이외에 남방계의 오스트로네시아어족과는 음운 체계나 어휘가 유사하다고 지적되고 있지만, 그러한 예시가 충분치 않고 단순한 우연이나 불확정된 예가 많이 포함되어 있다.
드라비다어족과의 관련을 주장하는 설도 있지만 이를 인정하는 연구자는 적다. 오노 스스무는 일본어의 어휘나 문법 등이 타밀어와 공통점을 지니고 있다는 설을 주장하지만 비교언어학의 방법상의 문제로 인해 비판이 많다.
아이누어는 어순(SOV형)에 있어서는 일본어와 유사하지만 문법과 형태는 유형론적으로 일본어와는 다른 포합어에 속하며, 음운 구조도 유성, 무성의 구별 없이 폐음절이 많은 등의 차이가 있다. 기초 어휘가 유사하다는 지적 도 있지만, 그 예시가 불분명하다. 일반적으로 일본어와 닮아있는 아이누어 중에는 일본어에서 아이누어로 간 차용어가 다수 포함되어 있는 것으로 보인다. 지금으로서는 계통적 관련성을 나타내는 자료는 부족하다.
한국어는 문법 구조와 유사한 점이 많지만 기초 어휘에 어느정도 차이가 난다. 음운면도 고유어에 있어서 어두에 유음이 오지 않는 점, 일종의 모음조화가 보이는 점 등 앞에서 언급한 알타이어족과 공통되는 유사점이 있는 반면, 폐음절이나 자음 연결의 존재나 유성 및 무성이 없는 점 등 한국어와 일본어와는 차이도 있다. 하지만 한반도 남부에 원시 일본어가 존재하였고 이것이 일본에 건너갔다는 것에 찬성하는 학자들이 있다. 또한 한반도의 사어인 고구려어의기록에 여러 유사한 점이 보인다.
류큐 열도의 언어는 일본어와 계통을 같이하는 언어 중 하나(“류큐어” 내지 “류큐어족”)로 간주해 일본어와 한데 모아 일본어족으로 보는 관점과 일본어의 방언 중 하나(“류큐 방언”)로 보는 관점이 있지만, 연구자와 견해에 따라 의견이 갈린다.

## 방언

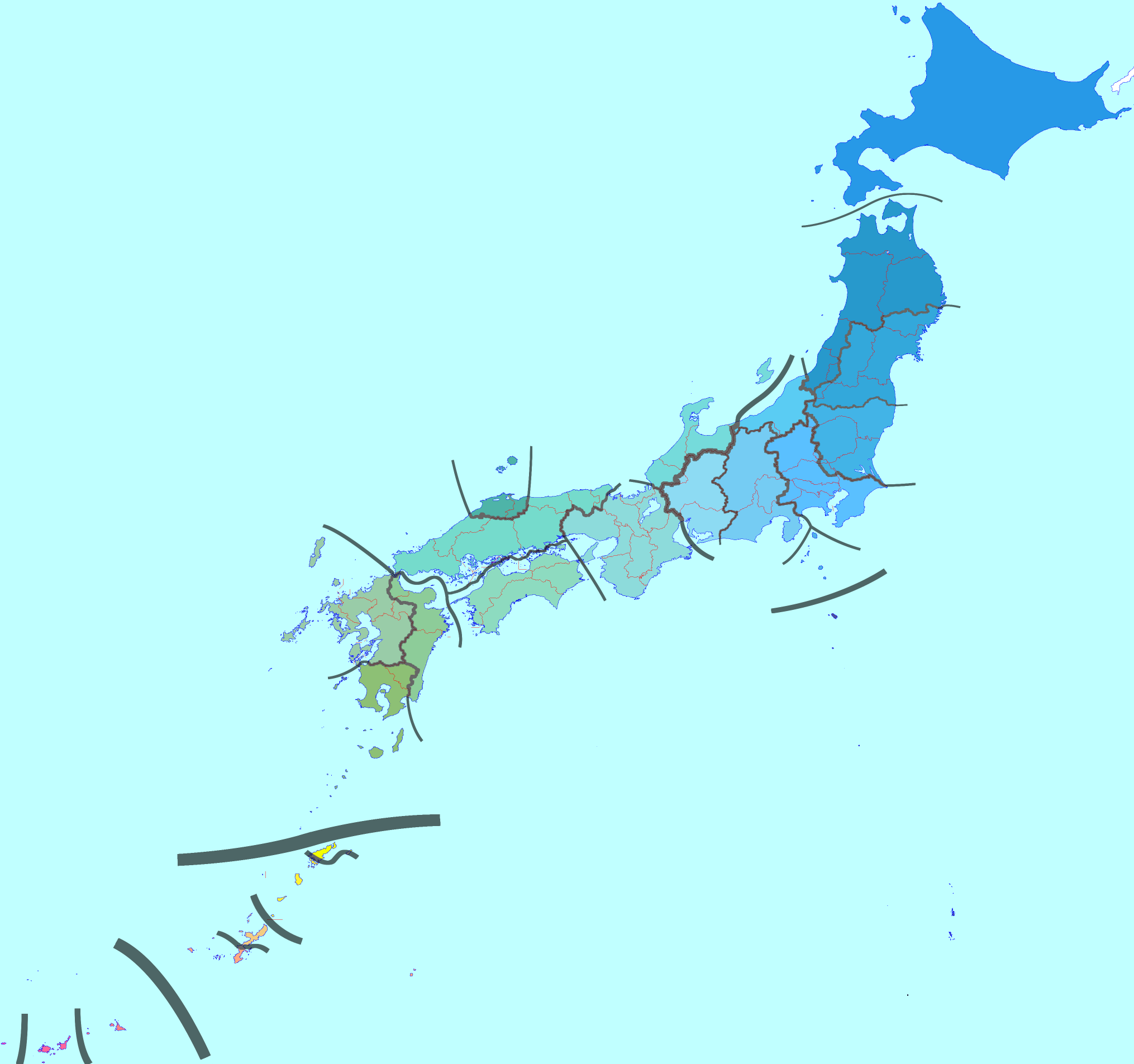
일본어와 류큐어의 방언 표시. 같은 색으로 되어있는 지역이 같은 방언을 사용하는 지역이다.

일본어는 크게 오사카와 교토를 중심으로 하는 서일본 방언(西日本方言)과, 도쿄와 요코하마를 중심으로 하는 동일본 방언(東日本方言, 표준어 標準語)으로 크게 양분된다. 이즈 제도 남부에는 고대어 표현이 많이 남는 독특한 방언이 있어, 하치조어(八丈語)라고 불린다.
방언에 관한 일본국의 문헌적인 기록은 현존하는 일본국의 최고의 시가집인 만요슈에서 나오는데 여기에는 아즈마 지방(현재의 간토 지방)의 방언의 노래가 있다. 나라 시대에도 이미 나라 지방을 중심으로 중앙어와 그 외 지역의 방언에 대한 인식이 있었다고 한다. 일본국의 방언 연구는 에도 시대 때부터 본격적으로 이루어졌으며 메이지 시대를 거치면서 국가에 의한 연구가 진행되어 왔다.
동일본 방언에는 도호쿠 방언, 간토 방언, 나고야 방언 등의 주부 방언이 있고, 서일본 방언에는 호쿠리쿠 방언, 긴키 방언(간사이 방언), 히로시마 방언 등의 주고쿠 방언, 시코쿠 방언, 하카타 방언 등의 규슈 방언 등 수많은 지역성이 강한 방언이 존재한다.
특히 오사카의 방언은 지역색이 두드러지는 것으로 유명하다. 온화한 인상의 도쿄에서 주로 사용하는 표준어에 비해 오사카는 해상 교통이 있는 상업 도시였기 때문에 오사카 방언은 활발한 억양이 특징이다. 교토 방언은 ‘위쪽 말’(上方ことば 가미가타코토바[*])이라고도 하는데 수도가 오랫동안 교토에 있었다가 도쿄에 옮겨졌기 때문에 품위 있고 격조 높은 말로 여겨져 왔다.
도쿄 방언은 거의 표준어에 가깝기 때문에 표준어라고 오해하는 경우가 많지만 본래 에도 방언이라고도 불린 것으로 ひ(히)와 し(시)의 발음의 구별이 되지 않는 등 표준어와는 다르다. 홋카이도 방언도 거의 표준어에 가깝지만 특히 형용사 등에 홋카이도 특유의 방언이 포함된다.
현재 공식 장소 등에서는 평상시 방언을 말하는 사람도 표준어를 이용한다.

## 발음

### 홀소리
- /a/ - [a]와 [ɑ]의 중간음. [ä]. 편의상 [a].
- /i/ - [i].
- /u/ - [u]보다 덜 원순적이고 [ɯ]보다 덜 평순적이다. [ü͍]. 편의상 [u] 또는 [ɯ].
- /e/ - [e]와 [ɛ]의 중간음. [e̞]. 편의상 [e].
- /o/ - [o]와 [ɔ]의 중간음. [o̞]. 편의상 [o].

### 닿소리
일본어 음소는 /m/, /n/, /p/, /b/, /t/, /d/, /k/, /g/, /s/, /z/, /h/, /r/, /y/, /w/, /N/, /Q/가 있다.
- /m, n/ - 비음 [m, n]. 변이음(allophone)으로 경구개화된 [nʲ, mʲ]이 있다.
- /p, k/ - 무성 파열음 [p, k]. 변이음으로 경구개화된 [pʲ, kʲ]가 있다.
- /b, ɡ/ - 유성 파열음 [b, ɡ]. 변이음으로 경구개화된 [bʲ, ɡʲ]가 있다. 모음 사이에서는 폐쇄되지 않고 마찰음 [β, βʲ, ɣ, ɣʲ]가 될 경우도 많다. 또 /ɡ/의 변이음으로 비음 [ŋ]가 있지만 공통어에서는 거의 소멸되었다.
- /s, h/ - 마찰음 [s, h]. 변이음으로 치경구개음 [ɕ], 경구개음 [ç]가 된다. 단 /h/은 모음 [ɯ] 앞에서는 마찰음 [ɸ]가 된다.
- /t/ - 무성 파열음 [t]. 변이음으로 치경구개 파찰음 [ʨ]가 있다. 또 모음 [ɯ] 앞에서는 파찰음 [ʦ]가 된다.
- /d/ - 유성 파열음 [d]. /di, du, dy/는 /zi, zu, zy/와 같다.
- /z/ - 어두와 /N/ 뒤에서는 파찰음 [ʣ]이고 어중에서는 마찰음 [z]. 변이음으로 치경구개음 [ʥ, ʑ]가 된다.
- /r/ - 탄음 [ɺ]. 변이음으로 경구개화된 [ɾʲ]이 있다.
- /y/ - 반모음 [j]. /ye/는 모음 /e/가 되고 [je]는 외래어에만 쓰인다.
- /w/ - 반모음 [ɰ]. /wi, we, wo/는 모음 /i, e, o/가 되고 [ɰi, ɰe, ɰo]는 외래어에만 쓰인다.
- /N/ - 특수음. 어중 또는 어말에만 나타난다.
  - 비음 [ɴ] - 어말 또는 /s, z/ 앞에서는 구개수음이 된다.
  - 비음 [m] - /p, b, m/ 앞에서.
  - 비음 [n] - /t, d/, /n/ 앞에서.
  - 비음 [ŋ] - /k, g/ 앞에서.
  - 비모음 [ã, ĩ, ũ, ẽ, õ] - 모음 앞 또는 /y, w/ 앞에서는 뒤와 같은 모음을 비음화시킨다.
- /Q/ - 특수음. 어중에만 나타난다.
  - 불파음 [p̚] - /p/ 앞에서.
  - 불파음 [t̚] - /t/ 앞에서.
  - 불파음 [k̚] - /k/ 앞에서.
  - 마찰음 [s, ɕ] - /s/ 앞에서.

### 악센트
일본어는 고저 악센트를 가진 언어이다.

## 문자

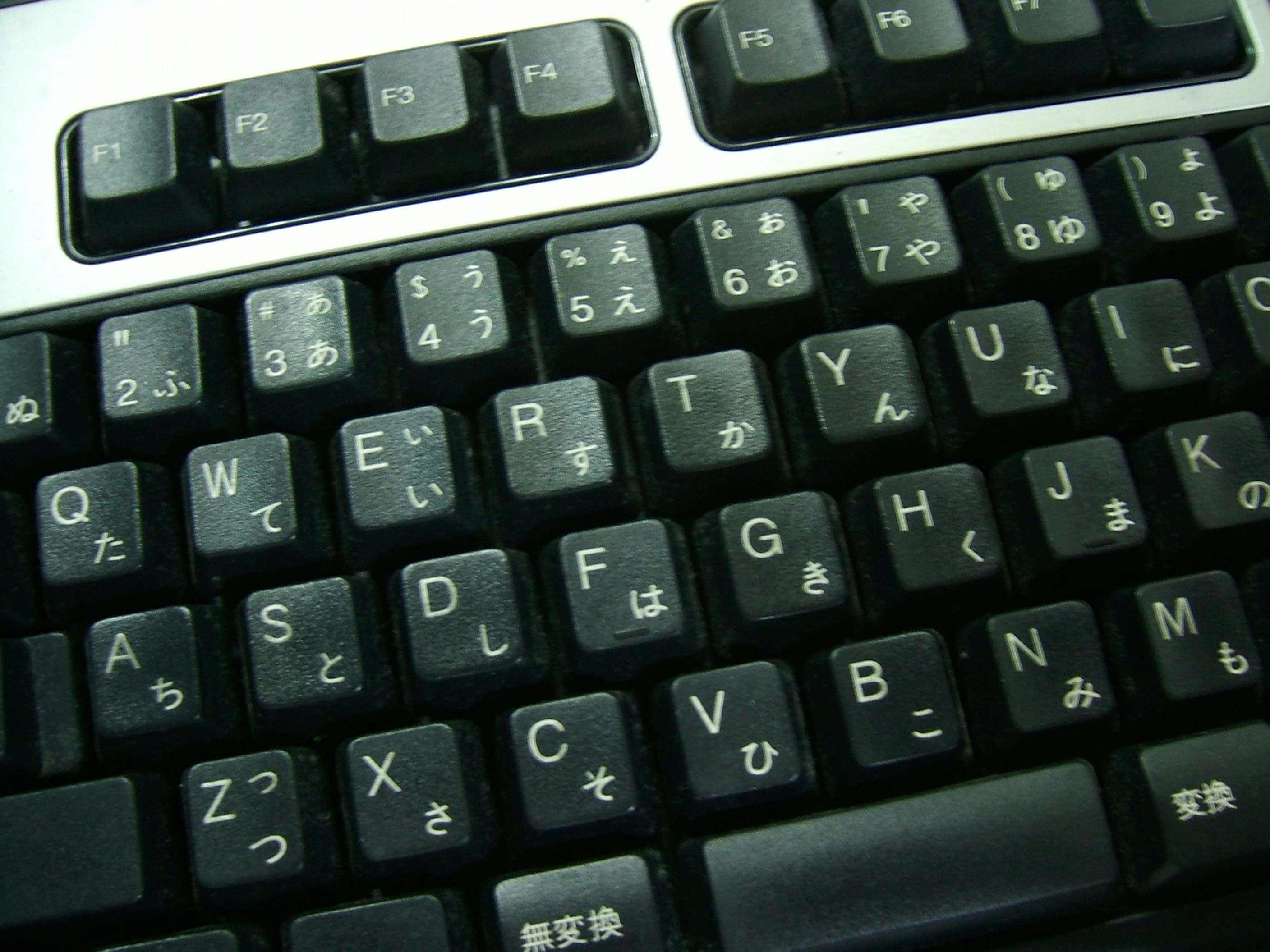
영어와 일본어로 돼 있는 컴퓨터 자판 (JIS 키보드)

일본어에서는 보통 한자와 히라가나, 가타카나 등 세 종류의 문자를 주로 사용하여 표기되며, 그 밖에 로마자와 아라비아 숫자도 함께 사용한다. 이들 가운데 히라가나와 가타카나는 표음문자고, 한자는 표의문자이다.
전통적으로 메이지 시대 초반까지는 일본어의 맞춤법에서는 띄어쓰기를 사용하지 않고 히라가나만을 사용하거나 교육용 문서에서는 단어 사이에 공백을 사용하기도 하였다. 이외에도 구두점 등을 사용할 때도 서양의 문장 부호들(따옴표, 물음표, 느낌표, 온점 등)을 사용하지 않는 것이 기본이었다.
오늘날 현대에는 거의 대부분의 공문서와 사문서 모두 단락 부호로 ‘、’(한국어 맞춤법의 ‘,’에 해당) 및 ‘。’(한국어 맞춤법의 ‘.’에 해당)이 넓게 이용되고 있다. 1951년 10월 30일, 일본국의 국어심의회 건의 제3의 5의 주2에서는 ‘,’및 ‘.’를 사용하도록 가이드라인이 짜여졌지만 실제로는 거의 대부분 준수되고 있지 않다.

### 오십음도
아래는 일본어의 오십음(五十音)이다. '[  ]'의 안은 국제 음성 기호(IPA) 표기이다.
|        | あ行 ø      | か行 k        | さ行 s       | た行 t       | な行 n        | は行 h       | ま行 m        | や行 y       | ら行 r        | わ行 w       |
| ------ | ----------- | ------------- | ------------ | ------------ | ------------- | ------------ | ------------- | ------------ | ------------- | ------------ |
| あ段 a | あ / ア [a] | か / カ [ka]  | さ / サ [sa] | た / タ [ta] | な / ナ [na]  | は / ハ [ha] | ま / マ [ma]  | や / ヤ [ja] | ら / ラ [ɾa]  | わ / ワ [ɰa] |
| い段 i | い / イ [i] | き / キ [kʲi] | し / シ [ɕi] | ち / チ [ʨi] | に / ニ [nʲi] | ひ / ヒ [çi] | み / ミ [mʲi] | い / イ [i]  | り / リ [ɾʲi] | ゐ / ヰ [i]  |
| う段 u | う / ウ [ɯ] | く / ク [kɯ]  | す / ス [sɯ] | つ / ツ [ʦɯ] | ぬ / ヌ [nɯ]  | ふ / フ [ɸɯ] | む / ム [mɯ]  | ゆ / ユ [jɯ] | る / ル [ɾɯ]  | う / ウ [ɯ]  |
| え段 e | え / エ [e] | け / ケ [ke]  | せ / セ [se] | て / テ [te] | ね / ネ [ne]  | へ / ヘ [he] | め / メ [me]  | え / エ [e]  | れ / レ [ɾe]  | ゑ / ヱ [e]  |
| お段 o | お / オ [o] | こ / コ [ko]  | そ / ソ [so] | と / ト [to] | の / ノ [no]  | ほ / ホ [ho] | も / モ [mo]  | よ / ヨ [jo] | ろ / ロ [ɾo]  | を / ヲ [o]  |

|        | が行 g        | ざ行 z             | だ行 d             | ば行 b        |
| ------ | ------------- | ------------------ | ------------------ | ------------- |
| あ段 a | が / ガ [ɡa]  | ざ / ザ [ʣa]; [za] | だ / ダ [da]       | ば / バ [ba]  |
| い段 i | ぎ / ギ [ɡʲi] | じ / ジ [ʥi]; [ʑi] | ぢ / ヂ [ʥi]; [ʑi] | び / ビ [bʲi] |
| う段 u | ぐ / グ [ɡɯ]  | ず / ズ [ʣɯ]; [zɯ] | づ / ヅ [ʣɯ]; [zɯ] | ぶ / ブ [bɯ]  |
| え段 e | げ / ゲ [ɡe]  | ぜ / ゼ [ʣe]; [ze] | で / デ [de]       | べ / ベ [be]  |
| お段 o | ご / ゴ [ɡo]  | ぞ / ゾ [ʣo]; [zo] | ど / ド [do]       | ぼ / ボ [bo]  |

| ぱ行 p        |
| ------------- |
| ぱ / パ [pa]  |
| ぴ / ピ [pʲi] |
| ぷ / プ [pɯ]  |
| ぺ / ペ [pe]  |
| ぽ / ポ [po]  |

| か゚行 ŋ        |
| ------------- |
| か゚ / カ゚ [ŋa]  |
| き゚ / キ゚ [ŋʲi] |
| く゚ / ク゚ [ŋɯ]  |
| け゚ / ケ゚ [ŋe]  |
| こ゚ / コ゚ [ŋo]  |

|        | きゃ行 ky         | しゃ行 sh        | ちゃ行 ch        | にゃ行 ny         | ひゃ行 hy        | みゃ行 my         | りゃ行 ry         |
| ------ | ----------------- | ---------------- | ---------------- | ----------------- | ---------------- | ----------------- | ----------------- |
| あ段 a | きゃ / キャ [kʲa] | しゃ / シャ [ɕa] | ちゃ / チャ [ʨa] | にゃ / ニャ [nʲa] | ひゃ / ヒャ [ça] | みゃ / ミャ [mʲa] | りゃ / リャ [ɾʲa] |
| う段 u | きゅ / キュ [kʲɯ] | しゅ / シュ [ɕɯ] | ちゅ / チュ [ʨɯ] | にゅ / ニュ [nʲɯ] | ひゅ / ヒュ [çɯ] | みゅ / ミュ [mʲɯ] | りゅ / リュ [ɾʲɯ] |
| お段 o | きょ / キョ [kʲo] | しょ / ショ [ɕo] | ちょ / チョ [ʨo] | にょ / ニョ [nʲo] | ひょ / ヒョ [ço] | みょ / ミョ [mʲo] | りょ / リョ [ɾʲo] |

|        | ぎゃ行 gy         | じゃ(ぢゃ)行 j                     | びゃ行 by         |
| ------ | ----------------- | ---------------------------------- | ----------------- |
| あ段 a | ぎゃ / ギャ [ɡʲa] | じゃ(ぢゃ) / ジャ(ヂャ) [ʥa]; [ʑa] | びゃ / ビャ [bʲa] |
| う段 u | ぎゅ / ギュ [ɡʲɯ] | じゅ(ぢゅ) / ジュ(ヂュ) [ʥɯ]; [ʑɯ] | びゅ / ビュ [bʲɯ] |
| お段 o | ぎょ / ギョ [ɡʲo] | じょ(ぢょ) / ジョ(ヂョ) [ʥo]; [ʑo] | びょ / ビョ [bʲo] |

| ぴゃ行 py         |
| ----------------- |
| ぴゃ / ピャ [pʲa] |
| ぴゅ / ピュ [pʲɯ] |
| ぴょ / ピョ [pʲo] |

| ぎゃ行 gy         |
| ----------------- |
| ぎゃ / ギャ [ŋʲa] |
| ぎゅ / ギュ [ŋʲɯ] |
| ぎょ / ギョ [ŋʲo] |

| N |
| --- |
| ん [N] - さ, しゃ, ざ, じゃ행 앞, 어말에서 [m] - ま, みゃ, ば, びゃ, ぱ, ぴゃ행 앞에서 [n] - た, ちゃ, だ, ぢゃ행 앞에서 [ŋ] - か, きゃ, が, ぎゃ행 앞에서 비모음 - あ, や행 앞에서 |

| Q |
| --- |
| っ / ッ [p̚] - ぱ, ぴゃ행 앞에서 [t̚] - た, ちゃ행 앞에서 [k̚] - か, きゃ행 앞에서 [s] - さ행 앞에서 [ɕ] - しゃ행 앞에서 |

| -                                                                                            |
| -------------------------------------------------------------------------------------------- |
| ー -aあ /-aー - [aː] -iい /-iー - [iː] -uう /-uー - [ɯː] -eい /-eー - [eː] -oう /-oー - [oː] |

|        | t          | d          | s          | z          |
| ------ | ---------- | ---------- | ---------- | ---------- |
| い段 i | ティ [tˈi] | ディ [dˈi] | スィ [sˈi] | ズィ [zˈi] |
| う段 u | トゥ [tˈu] | ドゥ [dˈu] |            |            |

|        | y         | ky         | sy        | ty        | ny         | hy        | my         | ry         | gy         | zy             | by         | py         |
| ------ | --------- | ---------- | --------- | --------- | ---------- | --------- | ---------- | ---------- | ---------- | -------------- | ---------- | ---------- |
| え段 e | イェ [je] | キェ [kʲe] | シェ [ɕe] | チェ [ʨe] | ニェ [nʲe] | ヒェ [çe] | ミェ [mʲe] | リェ [ɾʲe] | ギェ [ɡʲe] | ジェ [ʥe];[ʑe] | ビェ [bʲe] | ピェ [pʲe] |

|        | f         | v         | ts         | w         |
| ------ | --------- | --------- | ---------- | --------- |
| あ段 a | ファ [ɸa] | ヴァ [βa] | ツァ [tsa] |           |
| い段 i | フィ [ɸi] | ヴィ [βi] | ツィ [tsi] | ウィ [ɰi] |
| う段 u |           | ヴ [βɯ]   |            |           |
| え段 e | フェ [ɸe] | ヴェ [βe] | ツェ [tse] | ウェ [ɰe] |
| お段 o | フォ [ɸo] | ヴォ [βo] | ツォ [tso] | ウォ [ɰo] |

### 한자의 발음
일본어에는 본래 일본어의 고유어인 야마토 고토바가 있었고, 한자는 뒤에 중국에서 직접 전해지거나 혹은 한반도 서해안(특히 백제 또는 고구려)을 경유하여 전래되었다. 한자를 읽을 방법은 크게, 한자와 함께 전해진 한자 본래의 음에서 온 음독(音読み 온요미[*] 또는 音読 온도쿠[*])과, 그 한자와 같은 의미를 가진 야마토 고토바(大和言葉)의 발음을 적용시켜 발음하는 훈독(訓読み 군요미[*] 또는 訓読 군도쿠[*])으로 나눌 수 있다. 같은 한자도 음독이나 훈독이 여러 개 존재하는 경우도 있기 때문에 일본어에서는 하나의 한자에 여러 개의 발음이 있는 것이 대부분이다. “生”(날 생)에는 47종류의 발음이 있다.
예를 들어 한국어에서는 “水”(물 수)를 '수'라고는 읽지만 '물'이라고는 읽지 않는데, 그에 반해 일본어에서는 음독으로 '스이(すい)'라고도 읽고 훈독으로 '미즈(みず)'라고도 읽는다. 마찬가지로 한국어에서는 “金”(쇠 금, 성 김)을 '금'으로, 성씨로 쓰일 때 한정으로 '김'이라고는 읽으나, '쇠'라고는 읽지 않는데, 일본어에서는 음독으로 '킨(きん)' 혹은 '콘(こん)'으로도 읽고 훈독으로 '카네(かね)'라고도 읽는다.
한자의 위(세로쓰기에서는 오른쪽)에 작은 크기의 가나로 발음을 적은 것을 후리가나라고 한다. 후리가나를 붙일 때는 읽는 독음이 온요미인지 쿤요미인지 구별하기 위해서 온요미의 경우에는 가타카나로, 쿤요미의 경우에는 히라가나로 붙이는 게 정석이나, 구별이 필요하지 않는 상황에서는 상관없이 히라가나로 표기하기도 한다. 만요슈에는 한자를 차용하여 표음문자처럼 이용한 만요가나가 사용되었다.
| 한자 | 온요미 | 한국어 읽기 | 온요미 | 한국어 읽기 | 쿤요미 | 의미 | 쿤요미     | 의미     |
| ---- | ------ | ----------- | ------ | ----------- | ------ | ---- | ---------- | -------- |
| 日   | ニチ   | 일          | ジツ   | 일          | ひ, か | 날   | ひ         | 해(태양) |
| 月   | ゲツ   | 달          | ガツ   | 월          | つき   | 달   | つき       | 월       |
| 火   | カ     | 화          | コ     | 화          | ひ     | 불   | ほ         | 불       |
| 水   | スイ   | 수          | -      | -           | みず   | 물   | -          | -        |
| 木   | モク   | 목          | ボク   | 목          | き     | 나무 | こ         | 나무     |
| 金   | キン   | 금          | コン   | 금          | かね   | 돈   | かね, かな | 쇠       |
| 土   | ド     | 토          | ト     | 토          | つち   | 흙   | -          | -        |

### 이로하 노래
일본어와 가나를 외우기 위한 방법으로 이로하 노래(いろは歌)가 있다. 여기에는 'ん'을 제외한 모든 글자가 한 번씩 들어 갔으며, 일부 변형에는 'ん'도 들어가기도 한다. 과거에는 이 노래의 순서대로 가나의 순을 매기기까지 했었고 현재까지도 종종 쓰인다. 이런 종류의 문장을 팬그램이라 부른다.
그 밖에 이전에도 유사한 방법으로 아메쓰치노우타나 대위이 노래 등이 있었다.

## 기본 표현
다음은 일상적으로 자주 쓰이는 일본어 표현들이다. 로마자 표기는 헵번식 로마자 표기법을 따른다.

### 인사
- 아침 인사
  - おはようございます, ohayō gozaimasu
안녕하십니까? / 안녕하세요? / 잘 잤습니까?
  - おはよう, ohayō (반말)

안녕./좋은 아침.
- 낮 인사
  - こんにちは, konnichiwa
안녕하십니까? / 안녕하세요.
  - こんちは,konchiwa (반말)
안녕.
- 밤 인사
  - こんばんは konbanwa
안녕하십니까? / 안녕하세요.
  - おやすみなさい, oyasumi nasai
안녕히 주무세요.
  - おやすみ, oyasumi (반말)
잘 자.
- 시간과 관련 없이 쓰는 인사 표현
  - やあ, yaa (반말)
안녕?
- 헤어질 때 나누는 인사
  - 失礼いたします, shitsurei itashimasu 혹은 失礼します, shitsurei shimasu
실례하겠습니다 (손윗사람에게 또는 공적인 상황에서 사용한다.)
  - さようなら, sayōnara
'안녕히 가세요'로도 쓰이고 '안녕히 계세요'로도 쓰인다.
  - さよなら, sayonara (반말)
안녕.
  - じゃあ, jaa 혹은 じゃあね, jaa ne (반말)
그럼 (또는 그러면)
- 고마움을 표현하는 말
  - おんれいもうしあげます, onrei mōshiagemasu
감사의 말씀 올리겠습니다. ('감사드립니다'보다 더 공손한 표현. 주로 업무상의 대화나 공식적인 자리에서 사용하며, 일상생활에서는 거의 사용하지 않는다.)
  - かんしゃいたします, kansha itashimasu
감사드리겠습니다. / 감사드립니다.[24]
  - ありがとうございます, arigatō gozaimasu
고맙습니다.
  - ありがとう, arigatō (반말)
고마워.
  - ありがと, arigato (반말)
고마워. ('ありがとう'보다 더 편하게 쓰는 말)

### 긍정과 부정
- 동의, 긍정
  - はい, hai
예. / 네.
  - そうです, sō desu
그렇습니다.
  - そうだよ, sō da yo 혹은 そうだ, sō da (반말)
그래. / 맞아.
  - うん un (반말)
응. (한국어의 '응'과 사용법은 완전히 같다. 다만, 상대방 말에 수긍하는 듯한 태도를 보이며 짧게 한 번 "응." 하는 식으로 쓸 때가 많다.)
- 반대하거나 부정할 때
  - いいえ, iie
아니. / 아니요.
  - ううん, ūn (반말)
아니. (반대의 의미를 가지는 반말이며 발음이 비슷한 うん과 명확하게 구별하기 위해서, 부정하는 태도를 가볍게 내비치며 말할 때가 많다.)
  - ちがいます, chigaimasu
아닙니다. / 아니에요.
  - ちがうよ, chigau yo (반말)
아니야.
  - ちがう, chigau (반말)
아니.
  - ちゃう, chau (반말)
아니.

### 지시 대명사
- 이(こ),(this) / 그(そ),( it) / 저 (あ)(that) / 어느 (ど),(which)
  - 사물을 가리킬 때 : 이것(これ) / 그것(それ) / 저것(あれ) / 어느 것(どれ)(どっち)
  - 방향을 가리킬 때 : 이쪽(こちら) / 그쪽(そちら) / 저쪽(あちら) / 어느 쪽(どちら)
  - 장소를 가리킬 때 : 이곳(ここ) / 그곳(そこ) / 저곳(あそこ) / 어느 곳(どこ)

### 인칭 대명사
- 1인칭 - 자신

- 私, watakushi
저 (격식을 갖춘 자리에서 하는 발언이나 송구스러워하는 상황에 자신을 가리킨다.)
- 私, watashi
나 (わたくし에서 약간 변형된 호칭. 가장 일반적으로 쓰인다.)
- あたし, atashi
나 (わたし에서 다시 변형된 반말 표현이며, 여성만 이 표현을 쓴다.)
- 僕, boku
나 (남자들이 쓰는 말, 단 일부 여성들이 이를 사용하기도 한다, 반말)
- 俺, ore
나 (僕에서 더 변형된 반말 표현이며, 거의 남성만 이 표현을 쓴다.)
- 儂, washi
나 (주로 할아버지들이 쓰는 말이며,거의 쓰지 않는다. 반말)

- 2인칭 - 상대방

- あなた, anata
당신 (정중한 2인칭)
- 君, kimi
너 / 자네 / 그대
- お前, omae - 남자들이 쓰는 말 / あんた, anta - 여자들이 쓰는 말 (반말)
너 / 자기 / 당신: 비슷한 또래인 부부나, 오래 사귄 연인, 친구끼리 부르는 말로, 한국말의 '너' 또는 '당신'과 거의 같은 방식으로 사용된다.
- こいつ, koitsu (반말)
이 녀석

- 3인칭 - 대화의 주체가 아닌 다른 사람

- あの方, ano kata
그분 (정중한 3인칭)
- あの人, ano hito
그 사람
- 彼, kare
그
- 彼女, kanojo
그녀
- あいつ, aitsu
그놈 / 그 녀석 (반말)

### 숫자
- 기수
  - 0 - 零 (れい,ゼロ, zero)
  - 1 - 一 (いち)
  - 2 - 二 (に)
  - 3 - 三 (さん)
  - 4 - 四 (し, よん)
  - 5 - 五 (ご)
  - 6 - 六 (ろく)
  - 7 - 七 (しち, なな)
  - 8 - 八 (はち)
  - 9 - 九 (く, きゅう)
  - 10 - 十 (じゅう))
  - 20 - 二十 (にじゅう)
  - 30 - 三十 (さんじゅう)
  - 40 - 四十 (しじゅう, よんじゅう)
  - 50 - 五十 (ごじゅう)
  - 60 - 六十 (ろくじゅう)
  - 70 - 七十 (しちじゅう, ななじゅう)
  - 80 - 八十 (はちじゅう)
  - 90 - 九十 (きゅうじゅう)
  - 100 - 百 (ひゃく)
  - 1000 - 千 (せん)
  - 10000 - 万 (まん)
  - 100000000 - 億 (おく)
  - 1000000000000 - 兆 (ちょう)
  - 10000000000000000 - 京 (けい)
  - 100000000000000000000 - 垓 (がい)
  - 1000000000000000000000000 - 秭 (じょ)

300은 さんびゃく, 600은 ろっぴゃく, 800은 はっぴゃく, 3000은 さんぜん, 8000은 はっせん으로 읽는다.
- 일본어 고유 숫자 (서수)
1부터 10에 대해서는 일본어 고유의 수사가 있어서 물건을 세거나 할 때 사용된다. 11 이상에서는 중세 이전에 쓰던 고어에 일본어 고유의 수사도 존재했지만, 현대의 일본어에서는 한자어 읽기밖에 이용되지 않는다.
  - 一つ, hitotsu - 하나
  - 二つ, futatsu - 둘
  - 三つ, mittsu - 셋
  - 四つ, yottsu - 넷
  - 五つ, itsutsu - 다섯
  - 六つ, muttsu - 여섯
  - 七つ, nanatsu - 일곱
  - 八つ, yattsu - 여덟
  - 九つ, kokonotsu - 아홉
  - 十, tō - 열
- 소수(小数)
  - 10% = 1⁄10 → 割
  - 1% = 1⁄100 → 分
  - 0.1% = 1⁄1000 → 厘
  - 0.01% = 1⁄10000 → 毛
  - 0.001% = 1⁄100000 → 糸

### 그 외
- 다시 만났을 때 주고받는 인사, 혹은 소식을 묻는 말과 대답
  - おひさしぶりです, ohisashiburi desu

오래간만입니다.
- - お元気ですか, ogenki desu ka

건강하십니까? / 잘 지냈어요?
- - 元気か, genki ka (반말)

잘 지냈어?
- - はい、元気です, hai, genki desu

네, 잘 지냈어요.
- - 元気だよ, genki da yo (반말)

잘 지냈어.
- 형제자매 호칭
  - 兄, ani

형, 오빠
- - 姉, ane

누나, 언니
- 일상생활에서 자주 쓰는 인사말
  - いただきます, itadakimasu

잘 먹겠습니다.
- - ごちそうさまでした gochiso sama deshita

잘 먹었습니다.
- - ごちそうさま gochiso sama (반말)

잘 먹었어.

## 대한민국의 일본어 교육
역사적으로 한국과 일본은 7세기 이전에도 교류가 있어서 일본어를 접한 건 오래되었다. 일제강점기에는 강제로 교육시키기도 했다. 한국에서 일본어 교육이 시작된 것은 조선 말기이나, 본격적으로 시작된 것은 정부 수립 이후였다. 1970년대 초에 고등학교 교과목에 일본어가 제2외국어 중 하나로 추가되었고, 2001년에는 '생활 일본어'가 중학교 교과목에 포함되었다. 현재 대한민국의 대학 수험생들은 수능에서 일본어 I을 선택할 수 있다.

## 같이 보기
- 국학 (일본)
- 고대 일본어
- 중고 일본어
- 일본어의 1인칭
- 일본어의 2인칭
- 일본어의 문어
- 일본어의 상용한자
- 반복 부호
- 일본어의 로마자 표기법
- 일본어의 한글 표기
- 헵번식 로마자 표기법
- 게센어
- 한국식 일본어